# Pandelela Rinongová
Pandelela Rinong Anak Pamg (* 2. března 1993 Bau) je malajsijská reprezentantka ve skocích do vody. Startovala na třech olympijských hrách: v roce 2008 obsadila ve skocích z věže 27. místo, v roce 2012 získala ve skocích z věže bronzovou medaili a v roce 2016 skončila na druhém místě v soutěži v synchronizovaném skoku spolu s Cheong Jun Hoong. V roce 2012 byla vlajkonoškou malajsijské olympijské výpravy. Je první ženou, která vybojovala pro Malajsii olympijskou medaili, byla to také první medaile, kterou tato země získala v jiném sportu, než je badminton.
Na mistrovství světa v plavání získala čtyři bronzové medaile: v roce 2009, 2013 a 2017 v synchronizovaných skocích z věže a v roce 2015 v individuálních skocích z věže. Je také zlatou medailistkou z Her Commonwealthu 2010 a osminásobnou vítězkou Her jihovýchodní Asie. Na Univerziádě získala v roce 2011 stříbrnou medaili v individuální soutěži a bronzovou v synchronizovaných skocích. Je příslušnicí národa Bidajuhů žijícího ve státě Sarawak, studuje sportovní management na Malajské univerzitě v Kuala Lumpuru. Je držitelkou vyznamenání Johan Bintang Kenyalang, v letech 2011, 2012 a 2015 byla zvolena v Malajsii sportovkyní roku.